# Деинституционализация
Деинституционализацията е социален процес и включва социални движения, които се застъпват за освобождаването на хора с умствени увреждания от психиатрични институции, в съответствие с принципа, че те имат право да получават лечение, докато живеят в общността и без да ограничават свободата си.